# Município de Guilford (Ohio)
O município de Guilford (em inglês: Guilford Township) é um município localizado no condado de Medina no estado estadounidense de Ohio. No ano de 2010 tinha uma população de 3203 habitantes e uma densidade populacional de 57,29 pessoas por km².

## Geografia
O município de Guilford encontra-se localizado nas coordenadas 41° 01′ 39″ N, 81° 49′ 48″ O. Segundo o Departamento do Censo dos Estados Unidos, o município tem uma superfície total de 55.91 km², da qual 55,91 km² correspondem a terra firme e (0 %) 0 km² é água.

## Demografia
Segundo o censo de 2010, tinha 3203 pessoas residindo no município de Guilford. A densidade populacional era de 57,29 hab./km².